# Polygala fruticosa
Polygala fruticosa là một loài thực vật có hoa trong họ Polygalaceae. Loài này được Berg. miêu tả khoa học đầu tiên.